# Tuinland
Tuinland is een winkelketen met vier tuincentra en een woonwinkel in noord en oost Nederland. Deze tuincentra zijn gevestigd in Assen, Groningen, Wilp en Zwolle. De woonwinkel is gevestigd in Assen. Daarnaast is er ook een webwinkel. 
Het aanbod van de Tuinland bestaat uit meststoffen, tuindecoratie, gazonvoeding, kassen, bewatering, verlichting, gereedschap, barbecues, picknicktafels, parasols, loungesets, tuinplanten zoals bomen, bloemen struiken, keukenaccessoires, verlichting en woon-inrichting en producten voor huisdieren en snijbloemen. 

## Geschiedenis
De geschiedenis van de Tuinland begon in 1919, toen Girbe Drenth een kwekerij van groenteplanten begon in Assen. Deze kwekerij werd al snel aangevuld met de handel in groente- en landbouwzaden, wat uiteindelijk uitgroeide tot een groot netwerk. Ook werden er perkplanten, kamerplanten en zaden verkocht op markten in Drenthe. In 1968 startte Henk Drenth, die het bedrijf over had genomen van zijn vader in 1956 een zelfbedieningstuincentrum. In 1980 begon Drenth samen te werken met negen andere verkooptuinen en werd Intratuin opgericht. Het tuincentrum werd in oppervlakte verdubbeld en er werd een stuk grond in Groningen gekocht voor een tweede locatie. In 1996 verhuisde het tuincentrum in Assen en werd er een verkoophal neergezet naar ontwerp van architect Paul Breddels. De zoon van Henk Drenth, Girbe Drenth, opent drie jaar later in 1999, de derde locatie in Zwolle. In 2004 werd de Intratuin-organisatie verlaten en ging het bedrijf verder onder de naam Tuinland. In Wilp werd een vierde locatie geopend. Rond 2009 worden de winkels aangevuld met een webwinkel.